# Osteocephalus oophagus
Osteocephalus oophagus és una espècie de granota que es troba al Brasil, Colòmbia, la Guaiana Francesa i, possiblement també, a Surinam.